# Масонский храм Манхэттена
Масонский храм Манхэттена — штаб-квартира Великой ложи вольных и принятых каменщиков Нью-Йорка.

## История
Настоящее (третье) здание было сооружено на месте предыдущего масонского храма, построенного в 1875 году по проекту Наполеона ЛеБруна.
Нынешнее здание было спроектировано Гарри П. Ноулзом, одним из архитекторов театра «New York City Center». По сути храм состоит из двух соединённых зданий: первое, построенное в 1913-м году — на углу 23-й улицы и 6-й Авеню, второе, построенное в 1907 году — лицом к 24-й улице. Здание на 23-й улице, это прежде всего коммерческое офисное здание, аренда помещений которого генерирует доход для благотворительных проектов великой ложи, а также для содержания здания на 24-й улице. Здание на 24-й улице содержит, в основном, помещения для собрания лож, включая 1200-местный зал великой ложи, украшенный особым образом.